# 다쿠마정 (히로시마현)
다쿠마정(田熊町)은 히로시마현 미쓰기군에 설치되었던 정이다. 현재의 오노미치시에 해당한다.